# Cao Guojiu

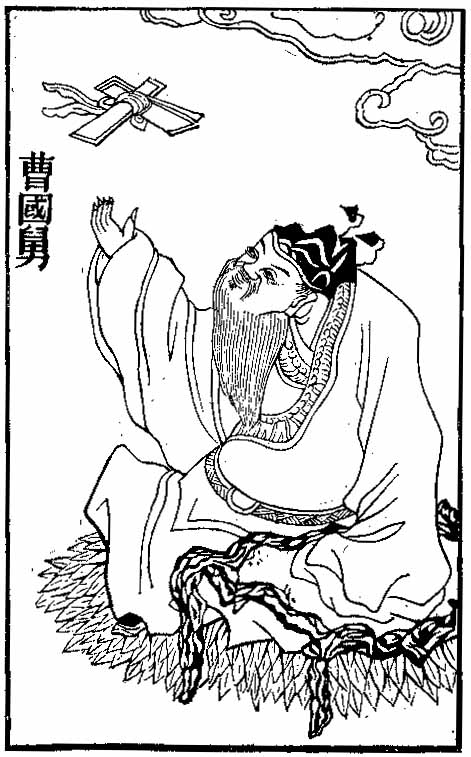
Cao Guojiu degli Otto Immortali.

Cao Guojiu (曹國舅 in pinyin: Cáo Guó Jiù o in Wade-Giles: Ts'ao Kuo-ch'iu) è l'ultimo degli Otto Immortali ed è il patrono degli attori e di tutti coloro che esercitano la professione teatrale. Possiede le seguenti denominazioni:
- Cao Yi (曹佾 Cáo Yì) (nome di cortesia: Gongbo (公伯 gōng bó))
- Cao Jing (曹景 Cáo Jǐng)
- Cao Jingxiu (曹景休 Cáo Jǐng Xiū)
- Cao You (曹友 Cáo Yǒu).

Prima di ritirarsi come eremita tra i monti, sembra che sia stato ministro della dinastia Song: era inoltre legato alla famiglia imperiale (XI secolo), essendo il fratello minore dell'imperatrice Cao Hu.
Il fratello minore di Cao Guojiu, Cao Jingzhi (曹景植 cáo jǐng zhí) era un prepotente alle cui angherie nessuno osò ribellarsi per le sue conoscenze altolocate, nemmeno dopo che fu visto uccidere una persona. Cao Guojiu si sentiva così carico di tristezza e vergogna per il comportamento di suo fratello che rinunciò al suo incarico di governo e fuggì, diventando eremita. I due primi Immortali che incontrò gli proposero presto di entrare nel gruppo e gli comunicarono il segreto dell'immortalità. Fu scelto e reso immortale dagli altri Sette,  che occupavano sette delle otto grotte della Sfere Superiori, ed erano alla ricerca di un ottavo compagno meritevole.

## Rappresentazione
Cao Guojiu viene rappresentato con in testa il potéou o pettinatura dei mandarini, con un corno dietro e alette laterali. Ha in mano delle nacchere (il suo attributo principale), ma talvolta anche uno scacciamosche. Può anche venir rappresentato vestito sfarzosamente con la doppia cintura dei frequentatori della corte imperiale.